# 和順県
和順県（わじゅん-けん）は中華人民共和国山西省晋中市に位置する県。

## 歴史
南北朝時代、北斉により設置された梁楡県を前身とする。590年（開皇10年）、隋代により和順県と改称された。1074年（熙寧7年）に北宋により廃止されたが、1086年（元祐元年）に再設置され現在に至る。

## 行政区画
- 鎮:義興鎮、李陽鎮、松煙鎮、青城鎮、橫嶺鎮
- 郷:餵馬郷、平松郷、馬坊郷、陽光占郷